# The Visit (album)
The Visit (1991), edito dall'etichetta Quinlan Road è il quarto album in studio dell'artista canadese Loreena McKennitt.

## Tracce
1. All Souls Night – 5:04
2. Bonny Portmore – 3:57
3. Between the Shadows – 4:03
4. The Lady of Shalott – 11:05
5. Greensleeves – 4:15
6. Tango to Evora – 4:03
7. Courtyard Lullaby – 4:50
8. The Old Ways – 5:50
9. Cymbeline – 4:48

I testi di diverse canzoni hanno antiche origini: The Lady of Shalott è la trasposizione dell'omonimo poema di Alfred Tennyson; si ritiene che il testo di Greensleeves sia stato scritto dal re Enrico VIII; Cymbeline è tratta da una canzone dell'omonima commedia di Shakespeare.

Tango to Evora è stato concepito per la colonna sonora del documentario The Burning Times (1990), per il quale l'artista ha realizzato la colonna sonora. Il brano è stato successivamente ripreso e riarrangiato da diversi artisti; la cover più famosa è quella realizzata nel 1996 dalla cantante greca Haris Alexiou, col nome di Nefeli's Tango.
La canzone Bonny Portmore è stata inclusa nella colonna sonora del film Highlander III.